# Бікінський район
Бікі́нський район (рос. Бикинский район) — район у складі Хабаровського краю Російської Федерації.
Адміністративний центр — місто Бікін.

## Історія
Район утворений 17 листопада 1932 року у складі Приморської області Далекосхідного краю. 1934 року при розподілі краю на Приморський та Хабаровський, район був ліквідований, територія увійшла до складу Вяземського району Хабаровського краю. 9 листопада 1938 року смт Бікін отримало статус міста. 12 січня 1965 року Бікінський район був відновлений.

## Населення
Населення — 22135 осіб (2019; 24418 в 2010, 28271 у 2002).

## Адміністративний поділ
Район адміністративно поділяється на 1 міське та 8 сільських поселень:
| Поселення                          | Площа, км² | Населення, осіб (2002) | Населення, осіб (2010) | Населення, осіб (2019) | Центр        | Населені пункти |
| ---------------------------------- | ---------- | ---------------------- | ---------------------- | ---------------------- | ------------ | --------------- |
| Бікінське міське поселення         | 85,74      | 19641                  | 17154                  | 15946                  | Бікін        | 1               |
| Бойцовське сільське поселення      | 4,47       | 111                    | 80                     | 70                     | Бойцово      | 2               |
| Добролюбовське сільське поселення  | 5,05       | 194                    | 126                    | 115                    | Добролюбово  | 1               |
| Лермонтовське сільське поселення   | 36,01      | 4888                   | 4148                   | 3401                   | Лермонтовка  | 2               |
| Лісопильненське сільське поселення | 26,26      | 908                    | 893                    | 753                    | Лісопильне   | 1               |
| Лончаковське сільське поселення    | 6,66       | 605                    | 534                    | 498                    | Лончаково    | 1               |
| Оренбургське сільське поселення    | 8,98       | 972                    | 787                    | 707                    | Оренбургське | 2               |
| Покровське сільське поселення      | 5,60       | 315                    | 224                    | 203                    | Покровка     | 1               |
| Пушкінське сільське поселення      | 8,52       | 637                    | 472                    | 442                    | Пушкіно      | 1               |

## Найбільші населені пункти
| № | Місто        | Населення, осіб (2002) | Населення, осіб (2010) |
| - | ------------ | ---------------------- | ---------------------- |
| 1 | Бікін        | 19641                  | 17154                  |
| 2 | Лермонтовка  | 4614                   | 3945                   |
| 3 | Лісопильне   | 908                    | 893                    |
| 4 | Оренбургське | 935                    | 754                    |
| 5 | Лончаково    | 605                    | 534                    |